# ديفيد هارون كاربنتر
ديفيد هارون كاربنتر (بالإنجليزية: David Aaron Carpenter)‏ هو عازف كمان ‏ أمريكي، ولد في 5 أبريل 1986.

## وصلات خارجية
- الموقع الرسمي
- ديفيد هارون كاربنتر على موقع ميوزك برينز (الإنجليزية)
- ديفيد هارون كاربنتر على موقع أول ميوزيك (الإنجليزية)
- ديفيد هارون كاربنتر على موقع ديسكوغز (الإنجليزية)